# Кройцбург (Германия)
Кройцбург (на немски: Creuzburg) е малък град в Тюрингия, Германия, с 2373 жители (2015). Намира се на река Вера.
През 1213 г. е признат за град. Известен е със замък Кройцбург. След 1221 г. става втората резиденция на ландграф Лудвиг IV от Тюрингия.